# Comune distrettuale di Ignalina
Il comune distrettuale di Ignalina è uno dei 60 comuni della Lituania, situato nella regione dell'Aukštaitija al confine con la Bielorussia.
Parte del parco nazionale dell'Aukštaitija rientra in quest’areale.

## Amministrazione

### Centri principali
Così si configura la ripartizione dei distretti:   
- 2 capoluoghi (miestas) – Dūkštas e Ignalina;
- 3 città di medie dimensioni (miestelis) – Mielagėnai, Rimšė e Tverečius;
- 726 centri rurali, tra cui Gaveikiškė.
- Il distretto municipale di Ignalina è formato da 12 unità amministrative minori.

Gli insediamenti dalle dimensioni maggiori (2014): 
- Ignalina – 5605;
- Didžiasalis – 1691;
- Vidiškės – 1278;
- Dūkštas – 1756;
- Kazitiškis – 1039;
- Naujasis Daugėliškis – 1491;
- Mielagėnai – 887;
- Ceikiniai – 533;
- Linkmenys – 970;
- Rimšė – 999;
- Tverečius – 590.

### Seniūnijos

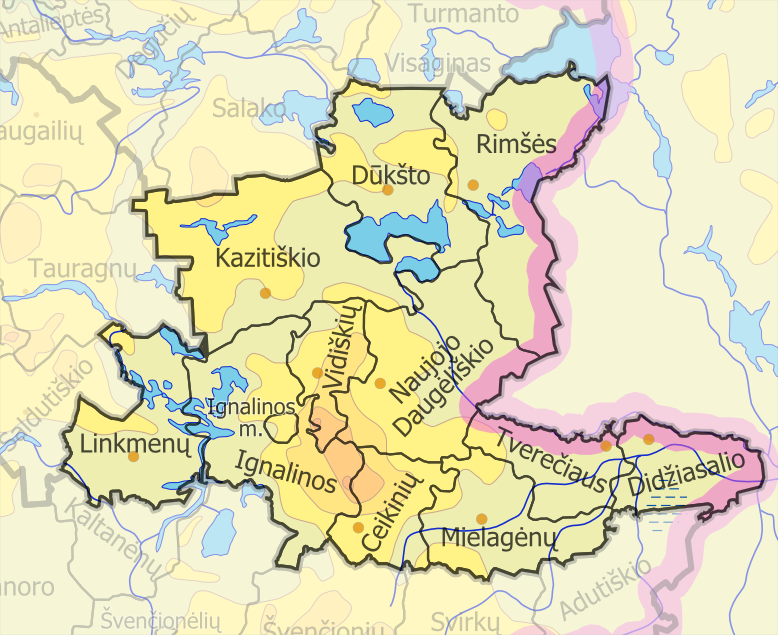
Suddivisioni delle seniūnijos

Il comune distrettuale di Ignalina è formato da 12 seniūnijos. La principale è quella di Ignalina:
- Ceikinių seniūnija (Ceikiniai)
- Didžiasalio seniūnija (Didžiasalis)
- Dūkšto seniūnija (Dūkštas)
- Ignalinos seniūnija (Ignalina)
- Ignalinos miesto seniūnija (Ignalina)
- Kazitiškio seniūnija (Kazitiškis)
- Linkmenų seniūnija (Linkmenys)
- Mielagėnų seniūnija (Mielagėnai)
- Naujojo Daugėliškio seniūnija (Naujasis Daugėliškis)
- Rimšės seniūnija (Rimšė)
- Tverečiaus seniūnija (Tverečius)
- Vidiškių seniūnija (Vidiškės)

## Galleria d’immagini

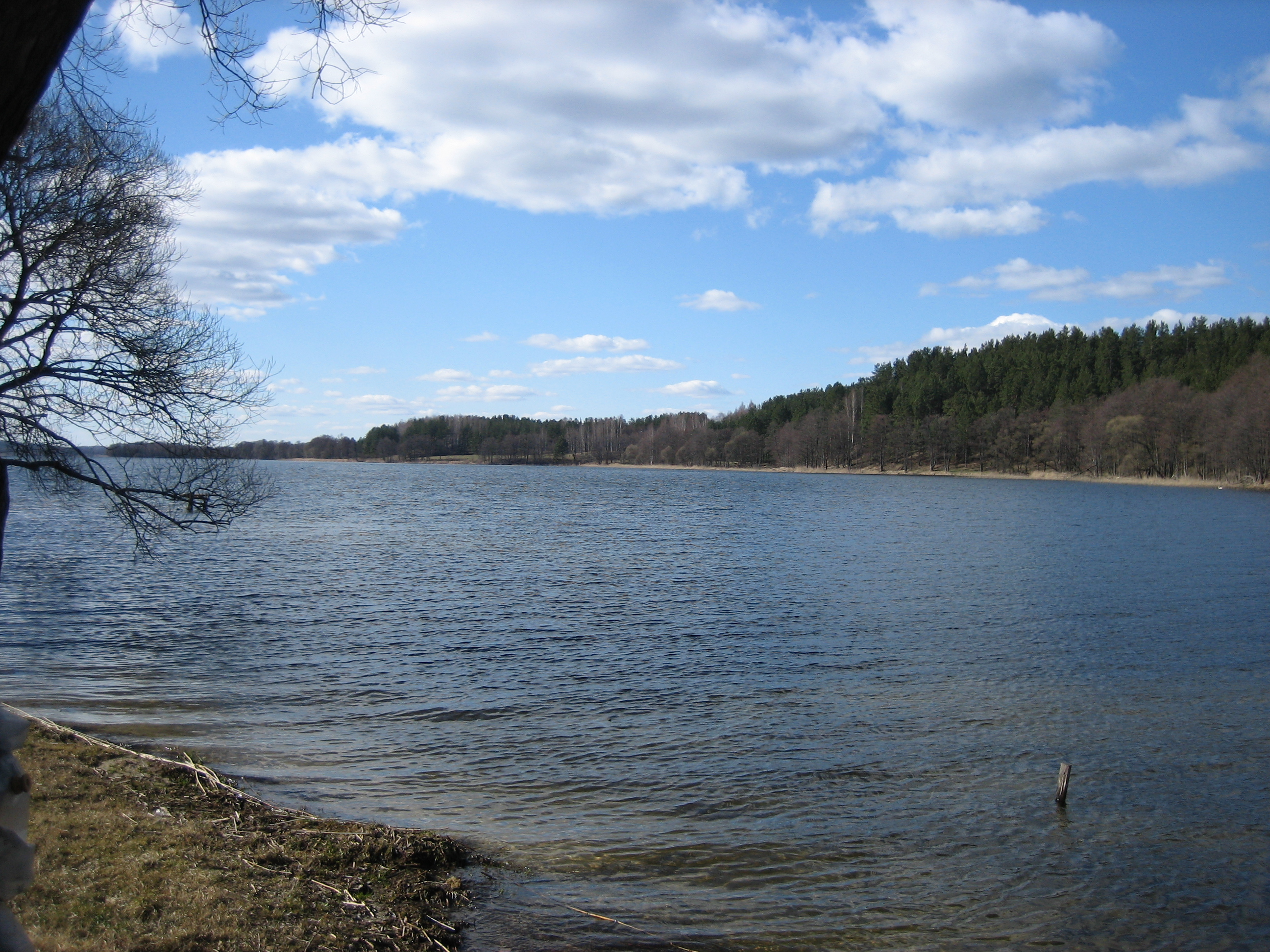
Lūšiai
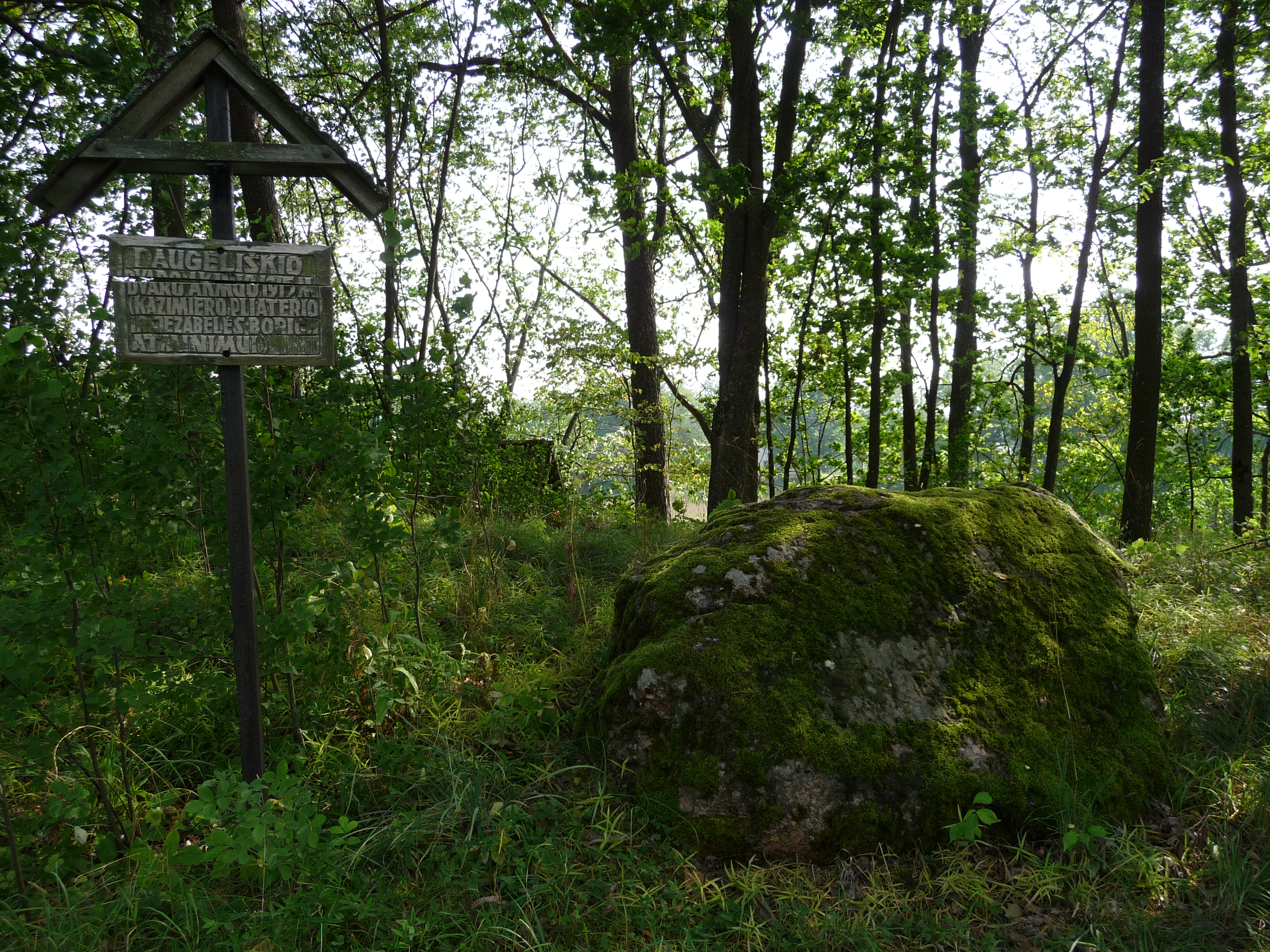
Paesaggio boschivo
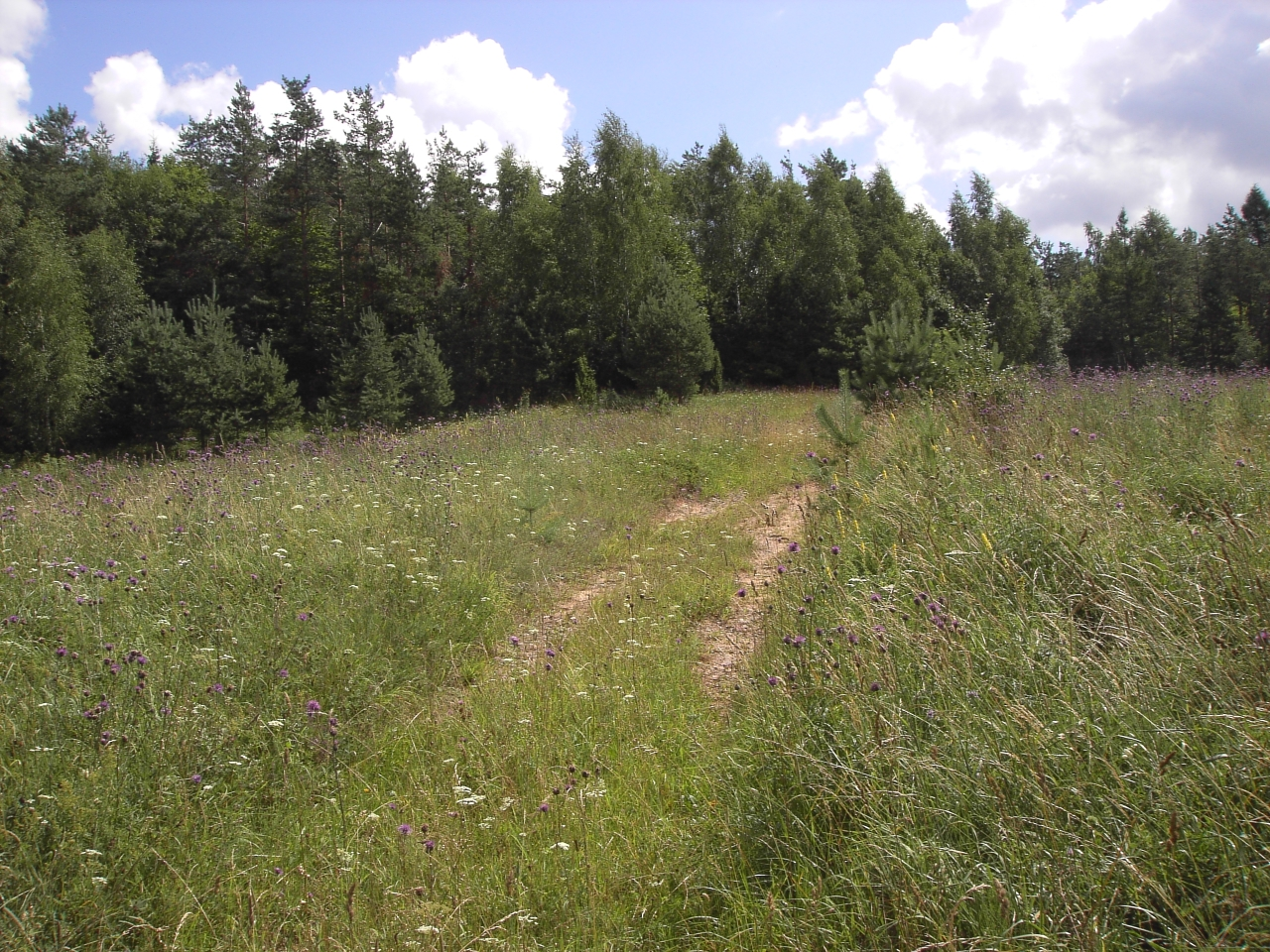
Foreste di conifere
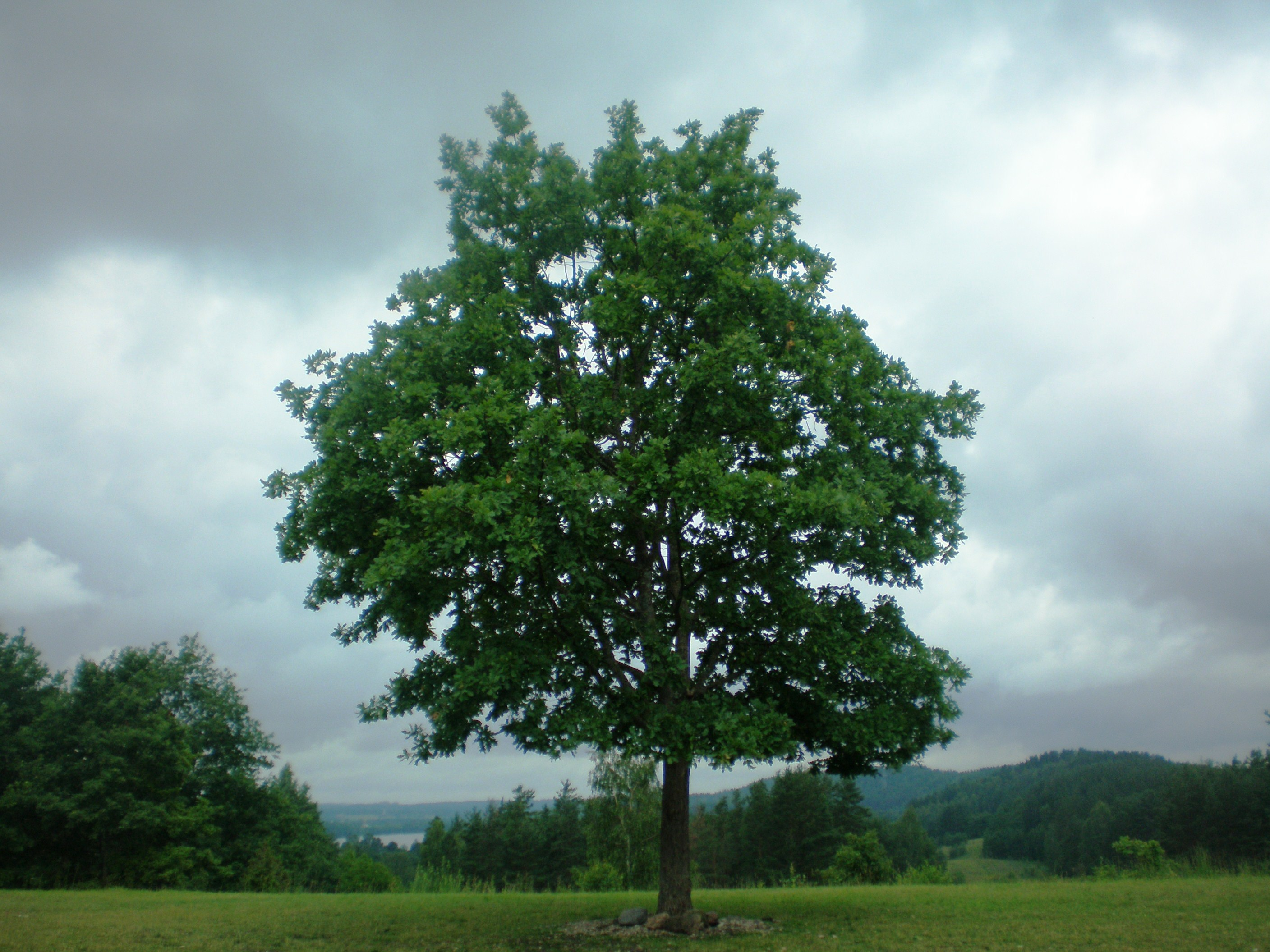
Collina di Ladakalnis
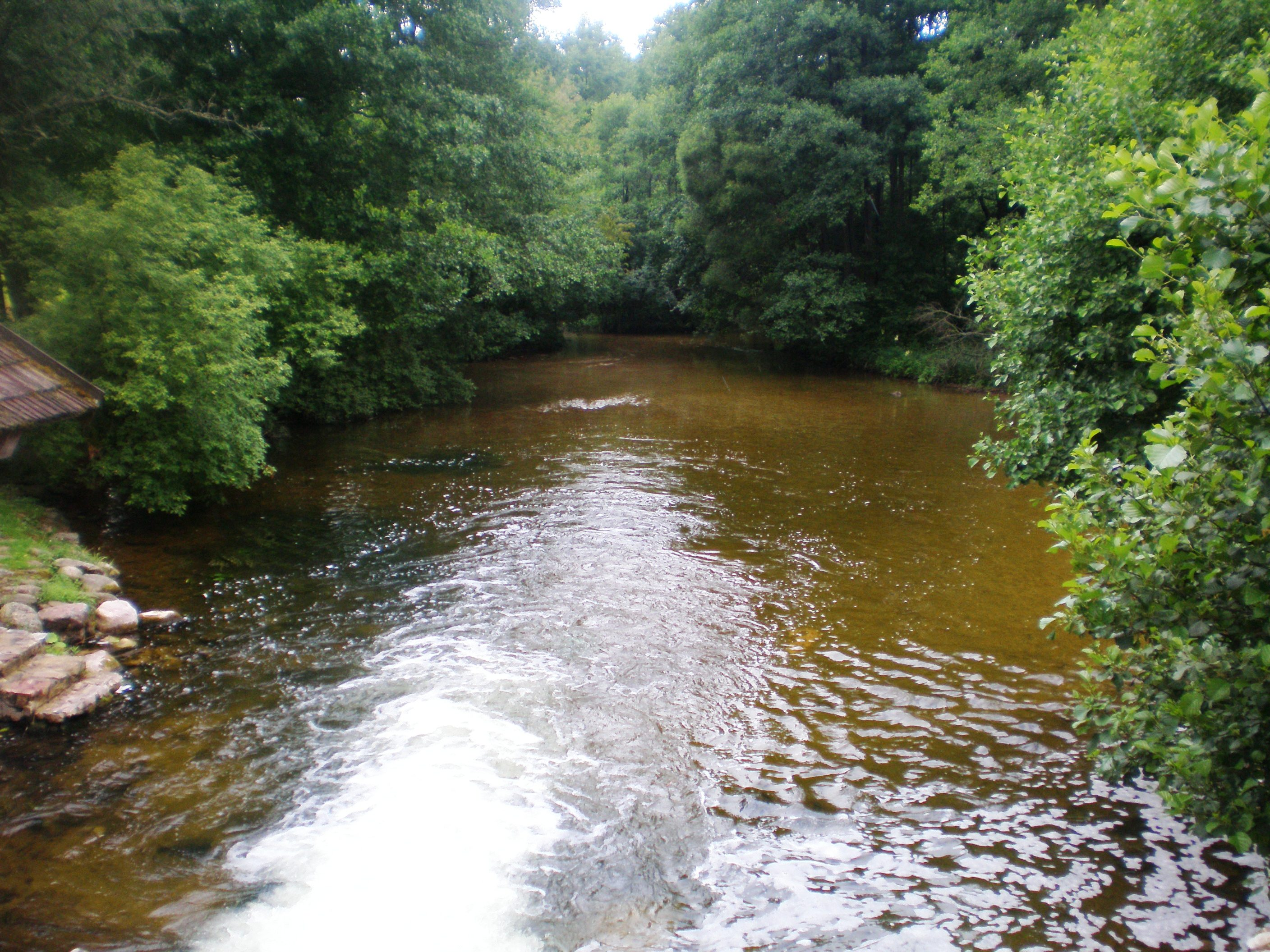
Fiume Srovė